# Ambitions (album)
Az Ambitions a One Ok Rock japán rockegyüttes nyolcadik nagylemeze. A japán nyelvű verzió 2017. január 11-én jelent meg, a nemzetközi verzió pedig 2017. január 13-án. Az albumon szerepel például Avril Lavigne, Alex Gaskarth (All Time Low), és a 5 Seconds of Summer.
Always Coming Back című dalukat felhasználtak az NTT Docomo telefontársaság reklámsorozatában. A Fueled by Ramennel kötött szerződés után jelent meg a Taking Off című kislemez, mely a Museum című japán film betétdala lett. A Bedroom Warfare című kislemez 2016. november 18-án jelent meg, melyet decemberben az I Was King követett, 2017 januárjában pedig a We Are.
A korlátozott kiadású japán verzióhoz bónuszdalok és egy akusztikus felvételeket tartalmazó DVD járt, míg a nemzetközi verziót pólóval együtt lehetett megvásárolni.
A lemez a világ legtöbbet eladott albuma volt a 2017. január 25-i héten, 315 000 eladott példánnyal (melybe beleszámították a fizetős letöltéseket és a streaminget is).

## Háttér
A Kerrang! magazinnak adott interjúban az együttes énekese, Taka úgy nyilatkozott, az album három témakör köré épül: a remény, az ambíció és a közös éneklés. Az együttes fordulóponthoz érkezett, szerettek volna betörni a nemzetközi piacra, ez az ambíció vitte őket előre, hogy új dolgokat próbáljanak ki. A lemez borítója sárga színű, mely a remény szimbóluma. Taka szerint olyan albumot akartak készíteni, amely lehetővé tette a rajongóknak, hogy könnyedén együtt tudjanak énekelni velük: „A reményről szóló közös énekléssel szeretnénk hangsúlyozni annak fontosságát, hogy ne adjuk fel.”

## Számlista
| Ambitions – sztenderd japán kiadás | Ambitions – sztenderd japán kiadás             | Ambitions – sztenderd japán kiadás         | Ambitions – sztenderd japán kiadás               | Ambitions – sztenderd japán kiadás | Ambitions – sztenderd japán kiadás | Ambitions – sztenderd japán kiadás | Ambitions – sztenderd japán kiadás | Ambitions – sztenderd japán kiadás | Ambitions – sztenderd japán kiadás |
| #                                  | Cím                                            | Szerző(k)                                  | Producer(ek)                                     | Hossz                              |                                    |                                    |                                    |                                    |                                    |
| ---------------------------------- | ---------------------------------------------- | ------------------------------------------ | ------------------------------------------------ | ---------------------------------- | ---------------------------------- | ---------------------------------- | ---------------------------------- | ---------------------------------- | ---------------------------------- |
| 1.                                 | Ambitions (Introduction)                       | Taka Tóru Tomoja Rjóta Colin Brittain (wd) | Brittain                                         | 1:23                               |                                    |                                    |                                    |                                    |                                    |
| 2.                                 | Bombs Away                                     | Taka Brittain Bruno Agra (wd)              | Brittain Jonathan Gerring                        | 4:23                               |                                    |                                    |                                    |                                    |                                    |
| 3.                                 | Taking Off                                     | Taka Dan Lancaster (wd) Nick Long          | Lancaster                                        | 3:39                               |                                    |                                    |                                    |                                    |                                    |
| 4.                                 | We Are                                         | Tóru Taka Brittain Long                    | Brittain Gerring                                 | 4:15                               |                                    |                                    |                                    |                                    |                                    |
| 5.                                 | 20/20                                          | Taka Brittain Long                         | Brittain                                         | 3:19                               |                                    |                                    |                                    |                                    |                                    |
| 6.                                 | Always Coming Back                             | Taka Tóru John Feldmann (wd)               | Feldmann Zakk Cervini (wd) Matt Pauling Brittain | 3:33                               |                                    |                                    |                                    |                                    |                                    |
| 7.                                 | Bedroom Warfare                                | Taka Nolan Sipe (wd) Andrew Goldstein (wd) | Goldstein                                        | 3:23                               |                                    |                                    |                                    |                                    |                                    |
| 8.                                 | Lost in Tonight                                | Taka Kane Churko                           | Churko                                           | 2:52                               |                                    |                                    |                                    |                                    |                                    |
| 9.                                 | I Was King                                     | Taka Feldmann Simon Wilcox (wd) Brittain   | Feldmann Cervini Pauling Brittain                | 3:58                               |                                    |                                    |                                    |                                    |                                    |
| 10.                                | Listen (feat. Avril Lavigne)                   | Taka Brittain Long                         | Brittain Gerring                                 | 3:39                               |                                    |                                    |                                    |                                    |                                    |
| 11.                                | One Way Ticket                                 | Taka CJ Baran (wd) Long                    | Baran Mike Shinoda                               | 3:37                               |                                    |                                    |                                    |                                    |                                    |
| 12.                                | Bon Voyage                                     | Tóru Taka Brittain                         | Brittain Gerring                                 | 4:06                               |                                    |                                    |                                    |                                    |                                    |
| 13.                                | Start Again                                    | Taka Brittain Long                         | Brittain                                         | 3:14                               |                                    |                                    |                                    |                                    |                                    |
| 14.                                | Take What You Want (feat. 5 Seconds of Summer) | Taka Brittain Long                         | Brittain                                         | 4:04                               |                                    |                                    |                                    |                                    |                                    |
| 49:30                              |                                                |                                            |                                                  |                                    |                                    |                                    |                                    |                                    |                                    |

| Ambitions – korlátozott japán kiadás rejtett dallal | Ambitions – korlátozott japán kiadás rejtett dallal | Ambitions – korlátozott japán kiadás rejtett dallal | Ambitions – korlátozott japán kiadás rejtett dallal | Ambitions – korlátozott japán kiadás rejtett dallal | Ambitions – korlátozott japán kiadás rejtett dallal | Ambitions – korlátozott japán kiadás rejtett dallal | Ambitions – korlátozott japán kiadás rejtett dallal | Ambitions – korlátozott japán kiadás rejtett dallal | Ambitions – korlátozott japán kiadás rejtett dallal |
| #                                                   | Cím                                                 | Hossz                                               |                                                     |                                                     |                                                     |                                                     |                                                     |                                                     |                                                     |
| --------------------------------------------------- | --------------------------------------------------- | --------------------------------------------------- | --------------------------------------------------- | --------------------------------------------------- | --------------------------------------------------- | --------------------------------------------------- | --------------------------------------------------- | --------------------------------------------------- | --------------------------------------------------- |
| 15.                                                 | Cím nélkül                                          | 2:20                                                |                                                     |                                                     |                                                     |                                                     |                                                     |                                                     |                                                     |
| 53:54                                               |                                                     |                                                     |                                                     |                                                     |                                                     |                                                     |                                                     |                                                     |                                                     |

| Ambitions – korlátozott japán kiadás DVD-vel | Ambitions – korlátozott japán kiadás DVD-vel | Ambitions – korlátozott japán kiadás DVD-vel | Ambitions – korlátozott japán kiadás DVD-vel | Ambitions – korlátozott japán kiadás DVD-vel | Ambitions – korlátozott japán kiadás DVD-vel | Ambitions – korlátozott japán kiadás DVD-vel | Ambitions – korlátozott japán kiadás DVD-vel | Ambitions – korlátozott japán kiadás DVD-vel | Ambitions – korlátozott japán kiadás DVD-vel |
| #                                            | Cím                                          | Hossz                                        |                                              |                                              |                                              |                                              |                                              |                                              |                                              |
| -------------------------------------------- | -------------------------------------------- | -------------------------------------------- | -------------------------------------------- | -------------------------------------------- | -------------------------------------------- | -------------------------------------------- | -------------------------------------------- | -------------------------------------------- | -------------------------------------------- |
| 1.                                           | We Are (Studio Jam Session Vol.3)            |                                              |                                              |                                              |                                              |                                              |                                              |                                              |                                              |
| 2.                                           | Bombs Away (Studio Jam Session Vol.3)        |                                              |                                              |                                              |                                              |                                              |                                              |                                              |                                              |
| 9:17                                         |                                              |                                              |                                              |                                              |                                              |                                              |                                              |                                              |                                              |

| Ambitions – nemzetközi verzió | Ambitions – nemzetközi verzió                      | Ambitions – nemzetközi verzió     | Ambitions – nemzetközi verzió | Ambitions – nemzetközi verzió | Ambitions – nemzetközi verzió | Ambitions – nemzetközi verzió | Ambitions – nemzetközi verzió | Ambitions – nemzetközi verzió | Ambitions – nemzetközi verzió |
| #                             | Cím                                                | Producerek                        | Hossz                         |                               |                               |                               |                               |                               |                               |
| ----------------------------- | -------------------------------------------------- | --------------------------------- | ----------------------------- | ----------------------------- | ----------------------------- | ----------------------------- | ----------------------------- | ----------------------------- | ----------------------------- |
| 1.                            | Ambitions (Introduction)                           | Brittain                          | 1:23                          |                               |                               |                               |                               |                               |                               |
| 2.                            | Bombs Away                                         | Brittain Gerring                  | 4:24                          |                               |                               |                               |                               |                               |                               |
| 3.                            | Taking Off                                         | Lancaster                         | 3:38                          |                               |                               |                               |                               |                               |                               |
| 4.                            | We Are                                             | Brittain Gerring                  | 4:15                          |                               |                               |                               |                               |                               |                               |
| 5.                            | Jaded (feat. Alex Gaskarth (All Time Low))         | Brittain                          | 3:36                          |                               |                               |                               |                               |                               |                               |
| 6.                            | Hard to Love                                       | Brittain                          | 3:16                          |                               |                               |                               |                               |                               |                               |
| 7.                            | Bedroom Warfare                                    | Goldstein                         | 3:22                          |                               |                               |                               |                               |                               |                               |
| 8.                            | American Girls                                     | Stevens                           | 2:48                          |                               |                               |                               |                               |                               |                               |
| 9.                            | I Was King                                         | Feldmann Cervini Pauling Brittain | 3:58                          |                               |                               |                               |                               |                               |                               |
| 10.                           | Listen                                             | Brittain Gerring                  | 3:39                          |                               |                               |                               |                               |                               |                               |
| 11.                           | One Way Ticket                                     | Baran Shinoda                     | 3:36                          |                               |                               |                               |                               |                               |                               |
| 12.                           | Bon Voyage                                         | Brittain Gerring                  | 4:05                          |                               |                               |                               |                               |                               |                               |
| 13.                           | Start Again                                        | Brittain                          | 3:14                          |                               |                               |                               |                               |                               |                               |
| 14.                           | Take What You Want (featuring 5 Seconds of Summer) | Brittain                          | 4:03                          |                               |                               |                               |                               |                               |                               |
| 49:17                         |                                                    |                                   |                               |                               |                               |                               |                               |                               |                               |

## Slágerlisták és minősítés

### Album
| Slágerlista (2017)                       | Legmagasabb helyezés |
| ---------------------------------------- | -------------------- |
| Ausztrál albumlista (ARIA)               | 57                   |
| Ausztria (Ö3 Austria Top 40)             | 72                   |
| Belgium (Ultratop Flandria)              | 195                  |
| Kanada (Billboard Canadian Albums Chart) | 61                   |
| Németország (Offizielle Top 100)         | 99                   |
| Billboard Japan japán albumlista         | 1                    |
| Oricon japán albumlista                  | 1                    |
| Új-Zéland Heatseeker Albums (RMNZ)       | 2                    |
| Gaon albumlista, Dél-Korea               | 76                   |
| UK Digital Albums (OCC)                  | 62                   |
| UK Rock & Metal Albums (OCC)             | 7                    |
| USA Billboard 200                        | 106                  |
| US Top Alternative Albums (Billboard)    | 9                    |
| US Top Rock Albums (Billboard)           | 12                   |
| US Top Hard Rock Albums (Billboard)      | 2                    |

| Slágerlista (2017)         | Helyezés |
| -------------------------- | -------- |
| Oricon japán albumlista    | 11       |
| Billboard japán albumlista | 5        |

| Slágerlista (2018)         | Helyezés |
| -------------------------- | -------- |
| Billboard Japan Hot Albums | 59       |

### Kislemezek
| Cím                | Év   | Legmagasabb helyezés |
| Cím                | Év   | JPN Billboard        |
| ------------------ | ---- | -------------------- |
| Always Coming Back | 2016 | 9                    |
| Taking Off         | 2016 | 4                    |
| Bedroom Warfare    | 2016 | 20                   |
| I Was King         | 2016 | 26                   |
| We Are             | 2017 | 4                    |

### Egyéb dalok
| Cím                                            | Év   | Legmagasabb helyezés | Legmagasabb helyezés | Legmagasabb helyezés |
| Cím                                            | Év   | JPN Billboard        | US Hot Rock          | US Spotify Viral 50  |
| ---------------------------------------------- | ---- | -------------------- | -------------------- | -------------------- |
| Listen (feat. Avril Lavigne)                   | 2017 | 93                   | —                    | —                    |
| Take What You Want (feat. 5 Seconds of Summer) | 2017 | 57                   | 44                   | 13                   |

### Minősítés
| Régió                                                       | Minősítés | Eladott példányszám |
| ----------------------------------------------------------- | --------- | ------------------- |
| Japán (RIAJ)                                                | platina   | 250 000^            |
| ^ Kiszállítási példányszámok kizárólag a minősítés alapján. |           |                     |

## Díjak és elismerések
| Díjátadó              | Év   | Kategória       | Eredmény | Hiv.   |
| --------------------- | ---- | --------------- | -------- | ------ |
| Japan Gold Disc Award | 2018 | Legjobb 5 album | Elnyerte | [ 48 ] |

## Közreműködők
One Ok Rock
- Moriucsi Takahiro  — ének
- Jamasita Tóru  — gitár, háttérvokál
- Kohama Rjóta  — basszusgitár, háttérvokál
- Kanki Tomoja  — dobok, ütősök, háttérvokál

## Fordítás
Ez a szócikk részben vagy egészben  az   Ambitions (album) című angol Wikipédia-szócikk fordításán alapul.  Az eredeti cikk szerkesztőit annak laptörténete sorolja fel. Ez a jelzés csupán a megfogalmazás eredetét és a szerzői jogokat jelzi, nem szolgál a cikkben szereplő információk forrásmegjelöléseként.